# Седло: Бања Лука из кофера успомена
Седло: Бања Лука из кофера успомена је књига аутобиографских прича српског књижевника Душана Савића (1952) објављена 2007. године у издању издавачке куће "Независне новине" из Бања Луке.

## О аутору
Душан Савић је рођен 21. августа 1952. године у Бања Луци. Пише прозу, поезију и бави се превођењем са немачког језика. Члан је Друштва књижевника Војводине, Удружења књижевника Републике Српске и аустријског ПЕН центра. Живи и ствара у Бечу и Сомбору.
Већи део живота је провео у Загребу где је радио као продуцент и помоћник режије. Почетком деведестих година преселио се у Беч где је радио као наставник у аустријским школама. Крајем деведестих долази у Сомбор и више се окреће вајању и књижевном стваралаштву.

## О књизи
Седло: Бања Лука из кофера успомена је прозно дело прожето сећањима аутора. Савић отвара странице дуге и бурне историје свог родног града читаоцима који нису упознали град и онима који са њим деле сећања на детињство и родни град. Књига садржи петнаест прича и све оне имају свог јунака. 
Кроз приче аутор се присећа свог града, свог детињства. Сећања из најраније младости је дуго носио у себи а онда их преточио у приче. У његовим сећањима, у причама, све је на свом месту нетакнуто баш онако како је и запамтио и како јесте: ферхадија и саборна црква и Сафикада и Шехер и Црна кућа и Рештанска башта и Бојића хан и Весели брег и стриц Милутин и чика Бранко и Врбас и Алеја уздаха и оно што је срушено и збрисано са лица земље - ту је у ауторовом сећању.

## Приче
- Горњи Шехер, Шехитлуци
- Од Кастела до Ферхадије
- Слике с Веселог бријега
- Седло
- Абација
- Први дан школе
- Носталгични гурманлуци
- Омражена "Црна кућа"
- Возом до "велике ријеке"
- "Борац" - "Бразил"
- На вас мислим, у Бојића хану
- У Росуњама стриц Милутин
- Врбаски мудраци
- Господин Милкан
- Ин мемориам